# El Cantante
El Cantante ist eine US-amerikanische Filmbiografie aus dem Jahr 2006. Regie führte Leon Ichaso, der gemeinsam mit David Darmstaeder und Todd Bello auch das Drehbuch schrieb.

## Handlung
Die Handlung beginnt im Jahr 1985, das ein eingeblendeter Text zum letzten guten Jahr des Musikers Héctor Lavoe erklärt. Eine Rückblende zeigt Lavoe im Jahr 1963. Er lebt in Puerto Rico, tritt als Musiker auf und will in die Vereinigten Staaten reisen, wovon er sich einen Karriereschub verspricht. Er kommt nach New York City und lernt in einem Club in Bronx Puchi kennen. Lavoe und Puchi gehen eine Beziehung ein und heiraten etwas später.
Der Gründer von Fania Records, Jerry Masucci, wird auf Lavoe aufmerksam. Der Musiker entwickelt seinen eigenen Salsa-Stil. Er verdient gut und zieht in eine große Wohnung am Central Park. Später stirbt er aufgrund seines  Drogenmissbrauchs.

## Kritiken
Roger Ebert schrieb in der Chicago Sun-Times vom 3. August 2007, der Film könne die Fans von Héctor Lavoe, Marc Anthony, Jennifer Lopez oder der Latinomusik ansprechen. Die anderen Zuschauer würde er enttäuschen.
Wally Hammond schrieb in der Zeitschrift TimeOut London, der „chaotische“ und „sentimentale“ Film schwanke zwischen einer fürs Kabelfernsehen tauglichen Filmbiografie und einem sozialkritischen Film über Drogenprobleme. Die musikalischen Darbietungen würden diese Schwächen etwas ausgleichen, aber die zahlreichen Sprünge und Rückblenden würden an MTV erinnern und dem Zuschauer jeglichen Einblick oder ein Mitfühlen unmöglich machen. Es sei eine Schande.
Robert Koehler schrieb in der Zeitschrift Variety vom 21. September 2006, der Film sei eine „virtuelle Kopiervorlage für sämtliche erdenkbaren Klischees der Musiker-Filmbiografien“ („virtual template of every imaginable cliche of the musical biopic“). Er leide unter Mangel der erzählerischen und charakterlichen Schwerpunkte, was auf das Bedürfnis der Koproduzentin Jennifer Lopez nach einer weiteren Hauptrolle zurückzuführen sei. Der Film zeige nicht, wie Künstler reifen und sich aufs Neuland wagen würden. Lopez biete in ihrer Darstellung weder Schärfe noch Kraft; Anthony wirke passiv.

## Hintergründe
Der Film wurde in Puerto Rico und in New York City gedreht. Die Weltpremiere fand am 12. September 2006 auf dem Toronto International Film Festival statt, dem einige weitere Filmfestivals folgten. In den Kinos der USA spielte der Film ca. 7,6 Millionen US-Dollar ein.